# Забруднення повітря у Мехіко

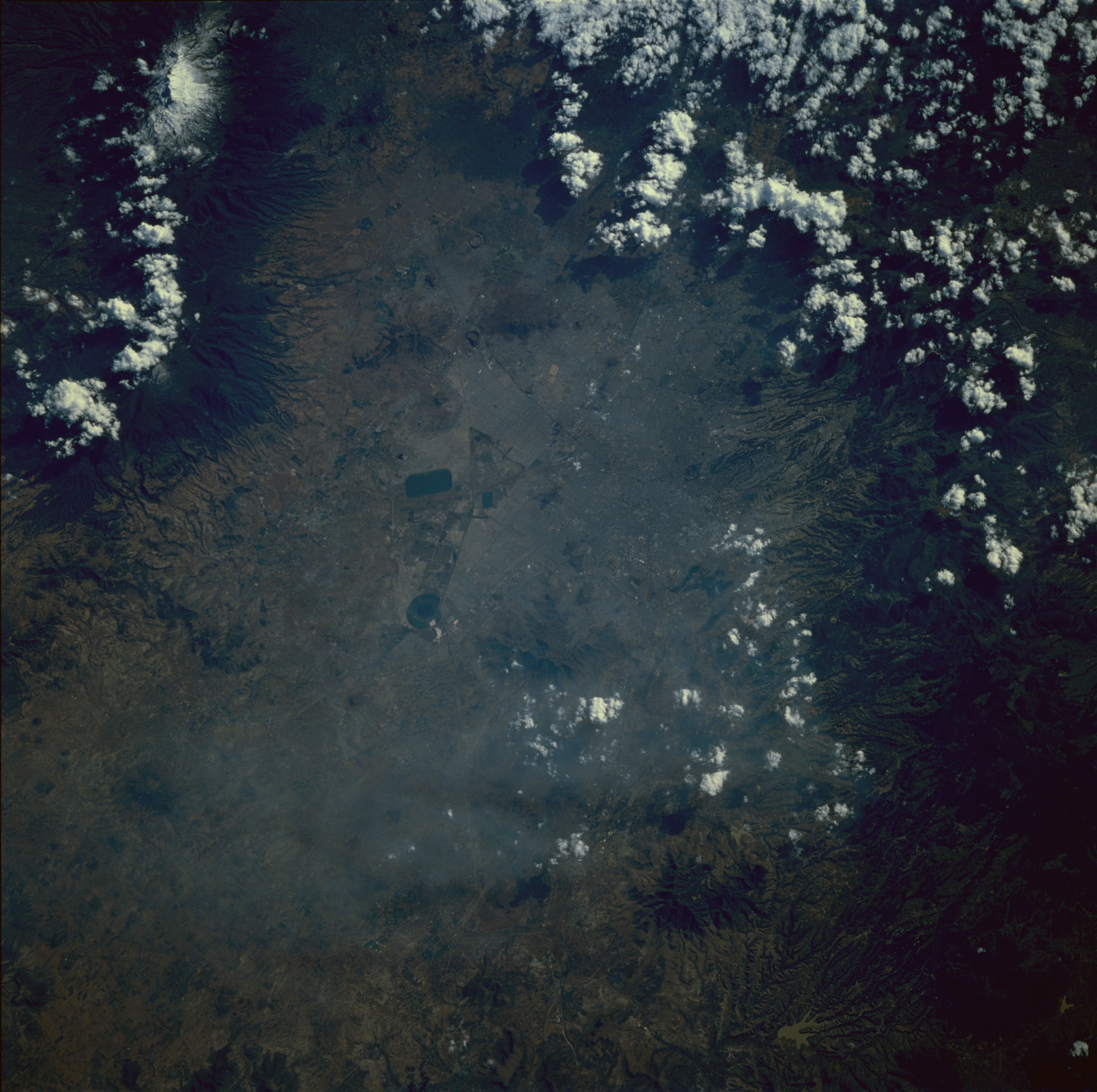
Хмара смогу над містом. Спутниковий знімок 1985 року

Забру́днення пові́тря у Мехіко — екологічна проблема у мексиканському місті Мехіко. Забруднення повітря є серйозною проблемою для громадян, екологів та експертів в області охорони здоров'я. Проте, в порівнянні з 1992 роком, коли Мехіко був оголошений найзабрудненішим містом світу і брудне повітря викликало до 1000 смертей на рік, екологічний стан мексиканської столиці дещо покращився.
Мехіко надзвичайно уразливий перед забрудненням атмосфери. Пояснюється це великою висотою над рівнем моря та низькою концентрацією кисню, що призводить до підвищеного вмісту таких небезпечних сполук як чадний газ, оксиди азоту, озон та вуглеводні. Долина Мехіко, у якій розташоване місто, з усіх сторін, окрім північної, оточена гірськими хребтами. Гори та кліматичні умови ускладнюють очищення повітря від смогу.
У 1940-х роках, до початку масового використовування палива, видимість у долині Мехіко досягала 100 км, що дозволяло бачити засніжені вершини вулканів Попокатепетль та Істаксіуатль. Зараз видимість в середньому становить 1,5 км, а самі гори внаслідок густого смогу дуже рідко можна побачити із міста.
Нині забрудненість повітря у Мехіко знаходиться приблизно на тому ж рівні, що і у Лос-Анджелесі. Покращення було досягнуто завдяки діям мексиканського уряду, який зобов'язав переглянути склад бензину, закрити або перенести великі промислові підприємства та заборонити водіям користуватися автомобілями більш ніж один день на тиждень. Також був розширений громадський транспорт.
Забруднення повітря в Мехіко являє собою проблему, що зачіпає місто протягом десятиліть. На думку експертів, повітря в Мехіко пройшло шлях від відносно чистого до одного з найзабрудненіших менш ніж за одне покоління. У 1950-х роках цей фактор спровокував різке збільшення дитячої смертності. Був виявлений зв'язок забруднення повітря з пропусками дітьми занять у школі, варіабельністю серцевого ритму серед літніх людей і захворюваннями астмою.